# Liste des communes insulaires de France
Cet article répertorie les communes françaises dont le territoire est intégralement situé sur une ou plusieurs îles.

## Liste

### Communes maritimes

#### Plusieurs communes
Les îles ou archipels suivants sont divisés en plusieurs communes distinctes :
- Corse : 360 communes, composant deux départements :
  - Liste des communes de la Corse-du-Sud
  - Liste des communes de la Haute-Corse
- Nouvelle-Calédonie : 33 communes :
  - Liste des communes de la Nouvelle-Calédonie
- Polynésie française : 48 communes :
  - Liste des communes de la Polynésie française
- Martinique : 34 communes :
  - Liste des communes de la Martinique
- Guadeloupe : 32 communes :
  - Liste des communes de la Guadeloupe
- La Réunion : 24 communes :
  - Liste des communes de La Réunion
- Mayotte : 17 communes :
  - Liste des communes de Mayotte
- Ré : 10 communes :
  - Ars-en-Ré
  - Le Bois-Plage-en-Ré
  - La Couarde-sur-Mer
  - La Flotte-en-Ré
  - Loix
  - Les Portes-en-Ré
  - Rivedoux-Plage
  - Saint-Clément-des-Baleines
  - Saint-Martin-de-Ré
  - Sainte-Marie-de-Ré
- Oléron : 8 communes :
  - La Brée-les-Bains
  - Le Château-d'Oléron
  - Dolus-d'Oléron
  - Le Grand-Village-Plage
  - Saint-Denis-d'Oléron
  - Saint-Georges-d'Oléron
  - Saint-Pierre-d'Oléron
  - Saint-Trojan-les-Bains
- Belle-Île : 4 communes :
  - Bangor
  - Locmaria
  - Le Palais
  - Sauzon
- Noirmoutier : 4 communes :
  - Barbâtre
  - L'Épine
  - La Guérinière
  - Noirmoutier-en-l'Île
- Saint-Pierre-et-Miquelon : 2 communes :
  - Liste des communes de Saint-Pierre-et-Miquelon

#### Une seule commune
Les îles et archipel suivants ne constituent qu'une seule commune (ou partie de commune) insulaire :
- l'île d'Aix, une des 15 îles du Ponant, est située au sein de la commune Île-d'Aix
- l'île d'Arz, une des 15 îles du Ponant, constitue la commune Île-d'Arz
- l'île de Batz, une des 15 îles du Ponant, constitue la commune Île-de-Batz
- l'île de Bréhat, une des 15 îles du Ponant, est située au sein de la commune Île-de-Bréhat
- l'île de Groix, une des 15 îles du Ponant, constitue la commune Groix
- l'île de Hoëdic, une des 15 îles du Ponant, est une île constituant la commune de Hœdic
- l'île de Houat, une des 15 îles du Ponant, est une île constituant la commune de Île-d'Houat
- l'île aux Moines, une des 15 îles du Ponant, constitue la commune Île-aux-Moines
- l'île Molène, une des 15 îles du Ponant, est située au sein de la commune Île-Molène
- l'île d'Ouessant, une des 15 îles du Ponant, est une île constituant la commune Ouessant
- l'île de Sein, une des 15 îles du Ponant, est une île située au sein de la commune Île-de-Sein
- l'île d'Yeu, une des 15 îles du Ponant, est une île constituant la commune L'Île-d'Yeu

Le Mont-Saint-Michel est situé sur une île accessible à marée basse ; le territoire de la commune s'étend toutefois sur la chaussée qui la relie au continent ainsi que sur deux parties terrestres qui représentent la majeure partie de la superficie communale.

#### Aucune commune
Saint-Barthélemy et Saint-Martin forment deux collectivités d'outre-mer depuis 2007, sans être subdivisées en communes. Avant cette date, elles formaient des communes insulaires du département de la Guadeloupe.
Wallis-et-Futuna, collectivité répartie sur trois îles, n'est pas divisée en communes. L'archipel possède toutefois trois royaumes de droit coutumier, qui forment chacun en droit civil un district administratif (sans compétence autonome, ces compétences relevant de la collectivité territoriale).
Le territoire des terres australes et antarctiques françaises qui comporte de nombreuses îles et un secteur continental antarctique (largement majoritaire en superficie) ne possède aucune population permanente et n'est pas subdivisé en communes mais en cinq districts administratifs (sans compétence autonome, les compétences relevant du gouvernement de la République).

### Communes fluviales

#### Communes délimitées par une île
Le territoire des communes suivantes est entièrement situé sur une île fluviale, qu'il occupe en totalité :
- Maine-et-Loire :
  - Béhuard (sur une île de la Loire) ;
- Seine-Saint-Denis :
  - L'Île-Saint-Denis (sur l’île Saint-Denis, île de la Seine).

#### Autres communes insulaires
Les communes suivantes sont intégralement situées sur une île fluviale, qu'elles n'occupent toutefois pas en totalité :
- Ain :
  - Parves-et-Nattages, sur une île formée par le Rhône et son canal de déviation. Les deux autres communes de l'île, Massignieu-de-Rives et Virignin, sont situées à cheval sur l'île et la rive ;
  - Saint-Laurent-sur-Saône, sur la rive occidentale d'une île de la Saône. Le reste de l'île est partagé entre Crottet, Grièges et Replonges, majoritairement situées sur la rive gauche de la rivière.
- Maine-et-Loire :
  - Saint-Jean-de-la-Croix, sur une des îles de la Loire formées entre le bras principal du fleuve et le Louet, un bras de 25 km. Les quatre autres communes de l’île, Denée, Mozé-sur-Louet, Mûrs-Erigné et Les Ponts-de-Cé, sont situées à cheval sur l’île et une rive (pour les trois premières citées) ou les deux rives (pour la dernière).

#### Communes majoritairement insulaires
Les communes suivantes ne sont pas intégralement insulaires, mais une grande partie de leur territoire est située sur une île fluviale :
- Drôme :
  - La Roche-de-Glun, sur une île du Rhône avant sa confluence avec l'Isère. La commune occupe également une zone située sur la rive gauche du fleuve, mais la partie principale de la commune est située sur l'île.
- Loire-Atlantique :
  - Indre, répartie sur la rive et plusieurs îlots formés par la Loire et ses étiers.

## Pour approfondir